# Sinking Spring (Pennsylvanie)
Sinking Spring est un borough situé au sud-ouest du comté de Berks, en Pennsylvanie, aux États-Unis,. En 2010, il comptait une population de 4 008 habitants. Il est incorporé en 1913.

## Démographie
Lors du recensement de 2010, le borough comptait une population de 4 008 habitants. Elle est estimée, le 1er juillet 2019, à 4 098 habitants.

## Personnalité
- Paul Specht (1895-1954), chef d'orchestre de jazz américain, y est né.

### Source de la traduction
- (en) Cet article est partiellement ou en totalité issu de l’article de Wikipédia en anglais intitulé « Sinking Spring, Pennsylvania » (voir la liste des auteurs).